# Peter Andersson (journalist)
Peter Andersson, född 21 december 1964 i Trelleborg, död 24 januari 2021 i Trelleborg, var en svensk ekonomijournalist och TV-producent. Han arbetade  bland annat för SVT, TV8, TT, Reuters och Euronews. Under sin tid på TV8:s Finansnytt gjorde Andersson den omtalade intervjun med Leif Östling då denne jämförde MAN:s bud på Scania med den nazityska regimens Blitzkrieg. 
Andersson var författare till boken Tetra - historien om dynastin Rausing. Han producerade även dokumentärfilm; Vita bussar och svarta makter - en film om mordet på Folke Bernadotte (SVT 1996), Imperiet Rausing (TV4 1998) och Vargkriget (SVT 2010). Andersson var även producent (och medverkande i) av TV8:s serie Mellan skål och vägg med Edward Blom.